# Белое (озеро, Алольская волость Пустошкинского района)
Белое — озеро в Алольской волости Пустошкинского района, на границе с Себежским районом Псковской области.
Площадь — 1,8 км² (177,3 га, с островами (3,1 га) — 1,8 км² или 180,4 га). По данным ГВР площадь — 1,6 км², водосборная площадь 11,9 км². Максимальная глубина — 23,0 м, средняя глубина — 9,5 м.
Ближайшие населённые пункты — деревни Вербилово и Гаврильцево — расположены в 3 км к востоку и в 1,5 км к северу, соответственно.
Проточное. Относится к бассейну реки Белявицы, притоку Великой.
Тип озера плотвично-окуневый с лещом, уклеей и ряпушкой. Массовые виды рыб: щука, окунь, плотва, лещ, ряпушка, пелядь, чудской сиг, елец, язь, линь, налим, ерш, красноперка, щиповка, верховка, вьюн, пескарь, уклея, густера, быстрянка, карась, угорь, бычок-подкаменщик, девятииглая колюшка, карп; широкопалый рак (единочно).
Для озера характерны: в литорали — песок, галька, камни, заиленный песок, в центре — ил, галька, заиленный песок; окружено лесами.